# Mamahaha no Tsurego ga Motokano datta
Mamahaha no Tsurego ga Motokano datta (継母の連れ子が元カノだった lit. La hija de mi madrastra es mi exnovia?) es una serie de novelas ligeras japonesa escrita por Kyosuke Kamishiro e ilustrada por Takayaki. La serie comenzó a publicarse en el sitio web online de publicación de novelas Kakuyomu en agosto de 2017, con una versión impresa publicada bajo el sello Kadokawa Sneaker Bunko de Kadokawa Shōten en diciembre de 2018. Una adaptación a manga de Rei Kusakabe comenzó su serialización en el sitio web en línea Niconico Seiga como parte de las marcas Dra Dra Sharp y Dra Dra Flat en mayo de 2019. Una adaptación al anime de Project No.9 se estrenó el 6 de julio de 2022.

## Argumento
Cuando eran estudiantes de secundaria, Mizuto y Yume eran una pareja completamente normal. Entre coqueteos y peleas a gritos por motivos menores, los dos estudiantes permanecieron juntos hasta que ingresaron a la preparatoria, donde finalmente decidieron separarse. Lo que no saben es que el destino a veces les depara muchas sorpresas, y que se reunirán nuevamente como hermanastro y hermanastra solo después de dos semanas.
De hecho, sus respectivos padres están a punto de volver a casarse y los antiguos amantes tendrán que vivir bajo el mismo techo todos los días. Para no entorpecer la felicidad de sus padres, de alguna manera aceptan la situación y deciden implantar la regla de los hermanos y hermanas, según la cual pierde el primero que siente atracción por el otro.

## Personajes
Yume Irido (伊理戸結女 Irido Yume?)
 Seiyū: Rina Hidaka (anime) y Aoi Koga (CD drama)
Su nombre era Yume Ayai (綾井結女 Ayai Yume?) antes de que su madre, Yuni, se casara con el padre de Mizuto, Mineaki Irido, dos semanas después de la ruptura de Mizuto y ella. Se muda con su exnovio Mizuto Irido cuando sus padres se vuelven a casar. Le encanta leer, especialmente novelas de misterio. Solía ser bastante introvertida y tímida, pero al convertirse en novia de Mizuto, se esforzó por socializar y volverse popular después de ingresar a la escuela secundaria. Esto ocasionó que Mizuto se volviera demasiado cauteloso acerca de querer monopolizarla para sí mismo, lo cual provoca una tensión en su relación que finalmente los llevó a romper.
Mizuto Irido (伊理戸水斗 Irido Mizuto?)
 Seiyū: Hiro Shimono (anime) y Yūto Uemura (CD drama)
Un chico de secundaria relativamente introvertido con gran inteligencia e interés en libros de todo tipo. Se mudó con su exnovia después de que sus padres se volvieron a casar.
Akatsuki Minami (南暁月 Minami Akatsuki?)
 Seiyū: Ikumi Hasegawa (anime) y Yūki Takada (CD drama)
Es la mejor amiga de Yume Irido y amiga de la infancia y exnovia de Kogure Kawanami. También es una estudiante de primer año de secundaria de Rakurou Private High. Es alegre, extrovertida, está llena de confianza y se preocupa por las personas que la rodean. Sin embargo, se pone de mal humor por las conversaciones sobre el tamaño del pecho y arremete contra su frustración al hacer un contacto físico excesivo con otras chicas.
Kogure Kawanami (川波小暮 Kawanami Kogure?)
 Seiyū: Nobuhiko Okamoto (anime) y Tasuku Hatanaka (CD drama)
Un chico frívolo y popular, y autoproclamado mejor amigo de Mizuto Irido. Se llama a sí mismo un "miembro de solo lectura" cuando se trata de amor, declarando que no tiene intención de perseguirlo. En el pasado, era novio de su amiga de la infancia Akatsuki Minami cuando estaban en la escuela primaria. Sin embargo debido al afecto excesivo de Minami hizo que Kogure sufriera estrés, lo que conllevó a su ruptura con ella.
Isana Higashira (東頭いさな Higashira Isana?)
 Seiyū: Miyu Tomita (anime) y Yumiri Hanamori (CD drama)
Una chica otaku introvertida que ama las novelas ligeras. A pesar de las malas calificaciones en general, pudo ingresar a la misma escuela secundaria que el resto de los personajes, donde se hace amiga de Mizuto Irido debido a sus pasatiempos compartidos. Ella desarrolla sentimientos hacia Mizuto.
Mineaki Irido (伊理戸峰秋 Irido Mineaki?)
 Seiyū: Kazuyuki Okitsu
Es el padre biológico de Mizuto y padrastro de Yume. Él crio a Mizuto por su cuenta debido a que la madre de Mizuto murió al darlo a luz. Antes de volver a casarse estaba ocupado en el trabajo, pero a Mizuto no le importaba.
Yuni Irido (伊理戸由仁 Irido Yuni?)
 Seiyū: Ai Kayano
Es la madre biológica de Yume y madrastra de Mizuto. Su esposo anterior estaba demasiado ocupado con el trabajo y no se asociaba mucho con la familia, lo que la llevó a tomar la decisión de separarse. Se convirtió en una madre soltera que crio y apoyó a Yume sin ayuda durante sus días de escuela secundaria hasta que se volvió a casar con Mineaki Irido antes de ingresar a la escuela secundaria. Actúa como una madre adecuada hacia Mizuto y a veces se burla de él cuando está consiguiendo novia.
Madoka Tanesato (種里円香 Tanesato Madoka?)
 Seiyū: Yōko Hikasa
Prima segunda de Mizuto y hermana mayor de Chikuma. Al saber que Yume aún sentía algo por Mizuto, Madoka la ayuda en sus problemas amorosos. Según Yume, Madoka fue el primer amor de Mizuto, cosa que él lo niega.
Chikuma Tanesato (種里竹馬 Tanesato Chikuma?)
 Seiyū: Hinata Satō
Primo segundo de Mizuto y Hermano menor de Madoka. Era muy tímido y jugaba casi todo el tiempo mientras iba de camino a casa. Se lleva bastante bien con Yume.

## Contenido de la obra

### Novelas ligeras
La serie está escrita por Kyosuke Kamishiro e ilustrada por Takayaki. La serie comenzó a publicarse en el sitio web en línea de publicación de novelas Kakuyomu. Posteriormente fue adquirido por Kadokawa Shōten, que ha publicado doce volúmenes desde diciembre de 2018 bajo su sello Kadokawa Sneaker Bunko.

#### Lista de volúmenes
| Volúmenes de novelas ligeras publicadas | Volúmenes de novelas ligeras publicadas | Volúmenes de novelas ligeras publicadas                                            |
| Número                                  | Fecha de lanzamiento                    | ISBN                                                                               |
| --------------------------------------- | --------------------------------------- | ---------------------------------------------------------------------------------- |
| 1                                       | 1 de diciembre de 2018                  | ISBN 978-4-04-107684-2                                                             |
| 2                                       | 1 de mayo de 2019                       | ISBN 978-4-04-108255-3                                                             |
| 3                                       | 1 de diciembre de 2019                  | ISBN 978-4-04-108264-5                                                             |
| 4                                       | 1 de abril de 2020                      | ISBN 978-4-04-109164-7                                                             |
| 5                                       | 1 de septiembre de 2020                 | ISBN 978-4-04-109165-4 (Edición regular) ISBN 978-4-04-109540-9 (Edición especial) |
| 6                                       | 29 de enero de 2021                     | ISBN 978-4-04-111043-0                                                             |
| 7                                       | 30 de julio de 2021                     | ISBN 978-4-04-111044-7                                                             |
| 8                                       | 1 de febrero de 2022                    | ISBN 978-4-04-111953-2                                                             |
| 9                                       | 1 de julio de 2022                      | ISBN 978-4-04-111954-9                                                             |
| 10                                      | 1 de abril de 2023                      | ISBN 978-4-04-113458-0                                                             |
| 11                                      | 1 de diciembre de 2023                  | ISBN 978-4-04-114276-9                                                             |
| 12                                      | 1 de noviembre de 2024                  | ISBN 978-4-04-115070-2                                                             |

### Manga
Una adaptación a manga con arte de Rei Kusakabe se ha serializado en línea a través del sitio web Niconico Seiga de Fujimi Shobō desde mayo de 2019. Se ha recopilado en diez volúmenes de tankōbon.

#### Lista de volúmenes
| Volúmenes de manga publicados | Volúmenes de manga publicados | Volúmenes de manga publicados |
| Número                        | Fecha de lanzamiento          | ISBN                          |
| ----------------------------- | ----------------------------- | ----------------------------- |
| 1                             | 9 de diciembre de 2019        | ISBN 978-4-04-073393-7        |
| 2                             | 9 de julio de 2020            | ISBN 978-4-04-073715-7        |
| 3                             | 8 de mayo de 2021             | ISBN 978-4-04-074057-7        |
| 4                             | 9 de mayo de 2022             | ISBN 978-4-04-074461-2        |
| 5                             | 9 de diciembre de 2022        | ISBN 978-4-04-074782-8        |
| 6                             | 7 de julio de 2023            | ISBN 978-4-04-075054-5        |
| 7                             | 9 de enero de 2024            | ISBN 978-4-04-075284-6        |
| 8                             | 9 de julio de 2024            | ISBN 978-4-04-075524-3        |
| 9                             | 9 de enero de 2025            | ISBN 978-4-04-075750-6        |
| 10                            | 9 de julio de 2025            | ISBN 978-4-04-075916-6        |

### Anime
El 21 de julio de 2021 se anunció una adaptación de la serie al anime. La serie está producida por Project No.9, con dirección de Shinsuke Yanagi, Deko Akao a cargo de los guione, Katsuyuki Sato diseñando los personajes y Hiromi Mizutani componiendo la música. Se estrenó el 6 de julio de 2022 en AT-X, Tokyo MX, BS NTV y BS Fuji. El tema de apertura es "Deneb to Spica", interpretado por DIALOGUE+, mientras que el tema de cierre es "Futari Pinocchio" (ふたりピノキオ?), interpretado por Harmoe. Crunchyroll obtuvo la licencia de la serie fuera de Asia.